# 大锥早熟禾
大锥早熟禾（学名：Poa megalothyrsa）为禾本科早熟禾属下的一个种。